# Mi-35直升机
Mi-35是米爾莫斯科直升機工廠研發的縱列雙座攻擊直昇機，是Mi-24雌鹿直升機的改良型，2004年起裝備俄羅斯空天軍。

## 改良重點
- 延長機體壽命：

把原先Mi-24的機體翻新，把其結構壽命延長了4000小時，預計可被使用至2020年。
- 改進飛行性能：

把其螺旋槳葉改為玻璃纖維製和更大馬力的TBЗ-117BMA發動機，尾螺旋槳由Mi-24的三葉改為X型四葉從而成為分辨Mi-24和Mi-35的外型特徵，Mi-35的重量比Mi-24減輕300公斤，航程多了100公里，昇限多了600米，爬升率由9.6米/秒提升到12.4米/秒。
- 增強戰鬥能力：

Mi-35可掛載16杖9M120「衝鋒」反戰車飛彈，9M120採用抗干擾的無線電指令導引，可以炸穿850毫米厚装甲的坦克，Mi-35也可掛載9K38「針-B」空對空飛彈從而作為低空戰鬥機去打直昇機空戰，Mi-35改用雙管23毫米口徑機炮去取代Mi-24的四管12.7毫米口徑機槍。
- 增強夜視能力：

飛行員採用紅外線夜視儀和全球定位系統，資料會顯示在頭盔瞄準器上。

## 戰史
- 2015年12月敘利亞北部反恐戰爭中發現Mi-35M已經投入實戰。[1]
- 2022年俄羅斯入侵烏克蘭期間有俄軍Mi-35M被烏軍以FIM-92刺針便攜式防空飛彈擊落[2]。